# TV6 (Polen)
TV6 ist ein polnischer Fernsehsender. Er startete am 30. Mai 2011.

## Geschichte
TV6 startete am 30. Mai 2011 um 17.00 Uhr. Erst wurde die britische Version von Wer wird Millionär? mit polnischer Übersetzung gezeigt. Später strahlte der sender auch Idol, Mam talent! und andere Formate aus. Das Programm von TV6 ist ähnlich zu dem von TV4. Der Sender hat nichts mit dem eingestellten 8TV zu tun.

## Programm
Das Programm von TV6 umfasst Unterhaltung, Reality-Shows, Quizsendungen sowie animierte Fernsehserien für Kinder. Unter anderem strahlt der Sender zahlreiche US-Serien in polnischer Übersetzung aus. Der Zuschaueranteil lag 2015 bei 1,23 %.